# Estola albomarmorata
Estola albomarmorata är en skalbaggsart som beskrevs av Stefan von Breuning 1943. Estola albomarmorata ingår i släktet Estola och familjen långhorningar. Inga underarter finns listade i Catalogue of Life.